# 더티슈
더티슈는 경희대학교 학생들로 구성된 대한민국의 음악 그룹이다. 2024년 5월 디지털 싱글 앨범 [Dirty Shoe]로 데뷔했다.

## 방송
- TV조선 대학가요제 (2024) - 금상

## 음반
- Dirty Shoe (2024)